# Ambrun
Ambrun (nom occità, en francès Embrun) és un municipi francès situat al departament d'Alts Alps i a la regió de Provença – Alps – Costa Blava, a Occitània. Era la seu d'un antic arquebisbat.

## Demografia
| Evolució de la població |       |       |       |       |       |       |       |       |
| 1793                    | 1800  | 1806  | 1821  | 1831  | 1836  | 1841  | 1846  | 1851  |
| 2.380                   | 3.125 | 3.301 | 3.002 | 3.062 | 3.169 | 4.373 | 4.453 | 4.794 |

| 1856  | 1861  | 1866  | 1872  | 1876  | 1881  | 1886  | 1891  | 1896  |
| ----- | ----- | ----- | ----- | ----- | ----- | ----- | ----- | ----- |
| 4.736 | 4.287 | 4.183 | 3.751 | 3.957 | 4.008 | 4.481 | 4.017 | 3.430 |

| 1901  | 1906  | 1911  | 1921  | 1926  | 1931  | 1936  | 1946  | 1954  |
| ----- | ----- | ----- | ----- | ----- | ----- | ----- | ----- | ----- |
| 3.505 | 3.752 | 3.556 | 2.407 | 2.802 | 2.711 | 2.962 | 2.677 | 3.119 |

| 1962  | 1968  | 1975  | 1982  | 1990  | 1999  | 2006 | 2011 | 2016 |
| ----- | ----- | ----- | ----- | ----- | ----- | ---- | ---- | ---- |
| 3.850 | 4.273 | 4.575 | 5.214 | 5.793 | 6.186 | -    | -    | -    |

| 2019 | - | - | - | - | - | - | - | - |
| ---- | - | - | - | - | - | - | - | - |
| -    | - | - | - | - | - | - | - | - |

## Administració
| Període   | Identitat        | Partit         |
| --------- | ---------------- | -------------- |
| 1951-1991 | Alexandre Didier | dreta          |
| 1991-2001 | Robert Motte     | dreta          |
| 2001-     | Chantal Eyméoud  | Els Centristes |

## Personatges il·lustres
- Clovis Hugues, polític i escriptor, hi és enterrat.
- Henri Arnaud, pastor protestant.